# Laudakia
Laudakia – rodzaj zauropsydów z podrodziny Agaminae w rodzinie agamowatych (Agamidae).

## Zasięg występowania
Rodzaj obejmuje gatunki występujące w Azji, w południowo-wschodniej Europie i północno-wschodniej Afryce (w Egipcie).

## Systematyka

### Etymologia
- Laudakia: etymologia nieznana[5].
- Plocederma: gr. πλαξ plax, πλακος plakos „płyta”[8]; δερμα derma, δερματος dermatos „skóra”[9]. Gatunek typowy: Laudakia (Placoderma) melanura Blyth, 1854.
- Barycephalus: gr. βαρυκεφαλος barukephalos „mający ciężką głowę”[4] od βαρυς barus „ciężki”[10]; -κεφαλος -kephalos „-głowy”, od κεφαλη kephalē „głowa”[11]. Gatunek typowy: Barycephalus sykesii Günther, 1860 (= Agama tuberculata J.E. Gray, 1827).
- Stellagama: zbitka wyrazowa nazw Stellio (w nawiązaniu do dawniej używanej nazwy rodzaju) i Agama (w celu pokazania przynależności do Agamidae). Stella to również łacińskie słowo oznaczające „gwiazdę”, które odnosi się do angielskiej nazwy zwyczajowej starred agama[5]. Gatunek typowy: Lacerta stellio Linnaeus, 1758.

### Podział systematyczny
Nie jest pewne, czy wszystkie te gatunki tworzą klad, do którego nie należałyby również gatunki z rodzaju Phrynocephalus; z tego powodu Baig i współpracownicy (2012) przenieśli L. stellio do odrębnego rodzaju Stellagama, a gatunki L. caucasia, L. erythrogaster, L. badakhshana, L. bochariensis, L. himalayana, L. lehmanni, L. microlepis i L. stoliczkana – do rodzaju Paralaudakia. Stellagama stellio został jednak później ponownie włączony do Laudakia; w takim ujęciu do rodzaju należą następujące gatunki:
- Laudakia agrorensis (Stoliczka, 1872)
- Laudakia cypriaca (Daan, 1967)
- Laudakia dayana (Stoliczka, 1871)
- Laudakia melanura Blyth, 1854
- Laudakia nupta (De Filippi, 1843)
- Laudakia nuristanica (Anderson & Leviton, 1969)
- Laudakia pakistanica (Baig, 1989)
- Laudakia papenfussi Zhao, 1998
- Laudakia sacra (Smith, 1935)
- Laudakia stellio (Linnaeus, 1758) – hardun
- Laudakia tuberculata (J.E. Gray, 1827)
- Laudakia vulgaris (Sonnini & Latreille, 1802)
- Laudakia wui Zhao, 1998